# Salmon Arm
Salmon Arm – miasto w Kanadzie, w prowincji Kolumbia Brytyjska.
W Salmon Arm urodziła się Shari Leibbrandt-Demmon, holenderska curlerka.